# Муниципальный железнодорожный парк Каламаты

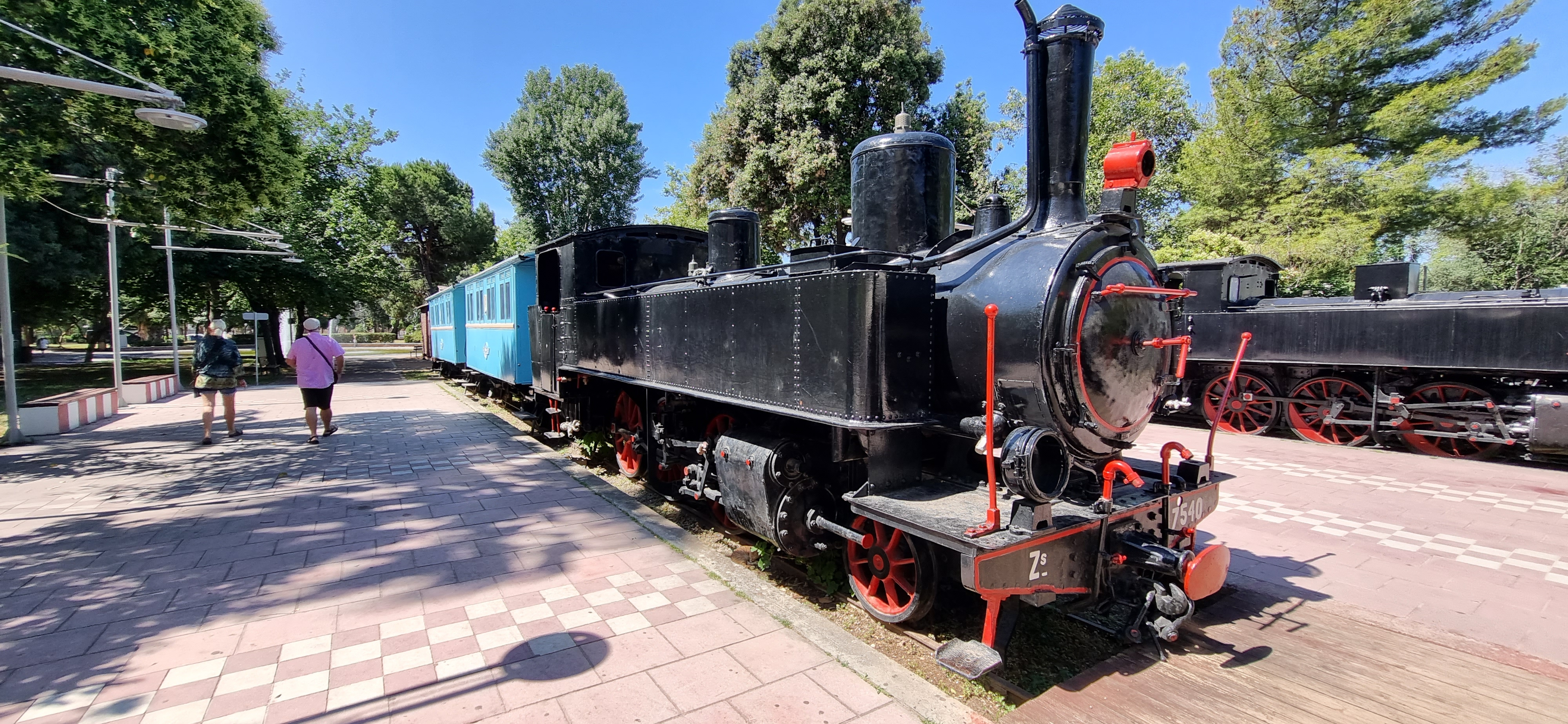

Муниципальный железнодорожный парк Каламаты действует с 1986 года по инициативе муниципалитета при участии Ассоциации друзей железной дороги (SFS). Музей состоит из бывшей станции OSE и парка площадью 54 акра.

## Станция
Экспонаты музея включают в себя станцию и ее территорию с двухэтажной станционной будкой, четырьмя посадочными платформами с входным киоском, водонапорной башней, тремя паровозными колонками и рубками, металлическим пешеходным мостом длиной 28 м.

## Экспонаты
На выставке представлены семь паровозов (в том числе 2 конструкции Бреды и 2 конструкции SPAP), а также тепловоз, ручной кран (1890 г. ), две дрезины (велосипедная и ручная), три пассажирских вагона класса А (1885 г. ), восемь грузовых вагонов различных типов (1885-1947 гг.). Есть также вагоны SPAP, STH и EIS, которые служат буфетами, библиотеками, вспомогательными помещениями и т. д. После землетрясения 1986 года многие вагоны временно стали приютом для бездомных.

## Галерея

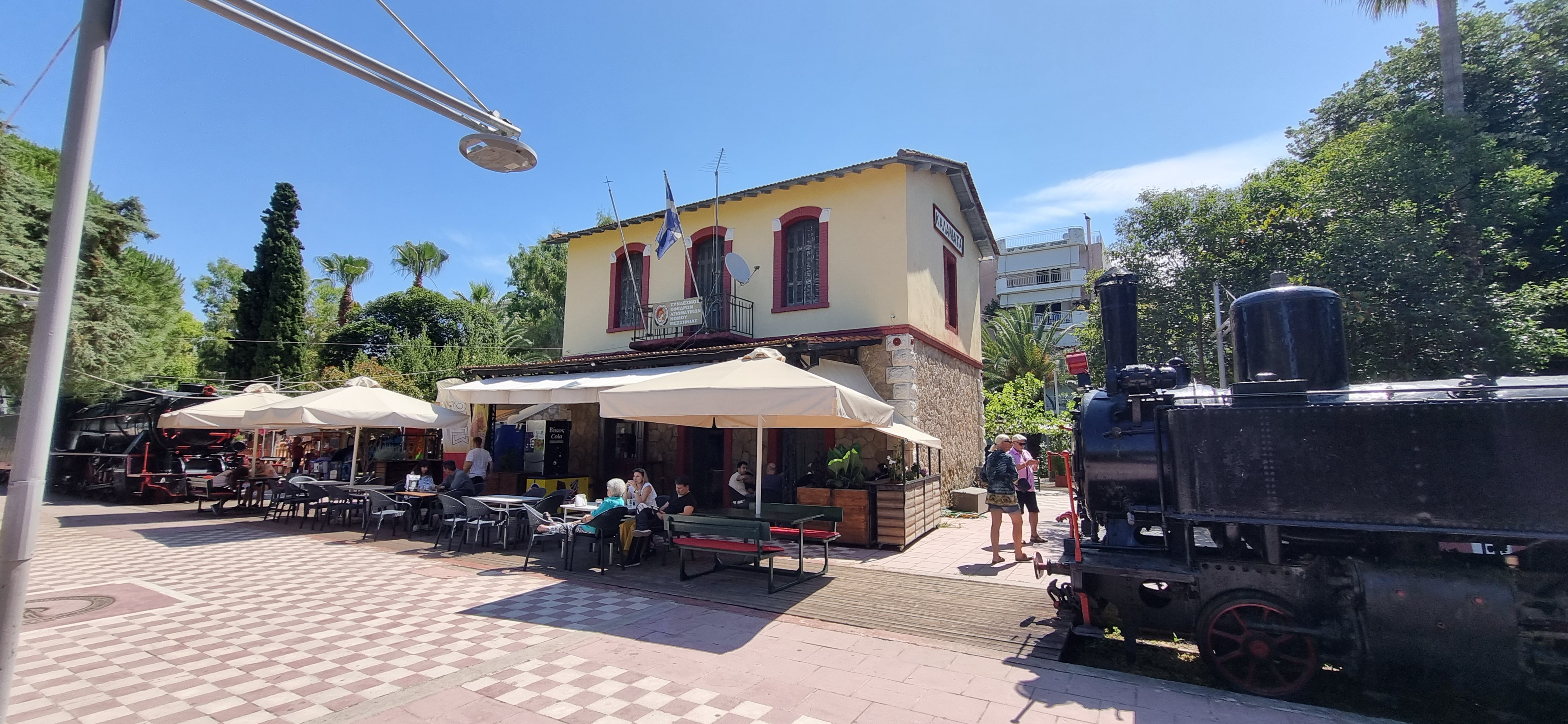
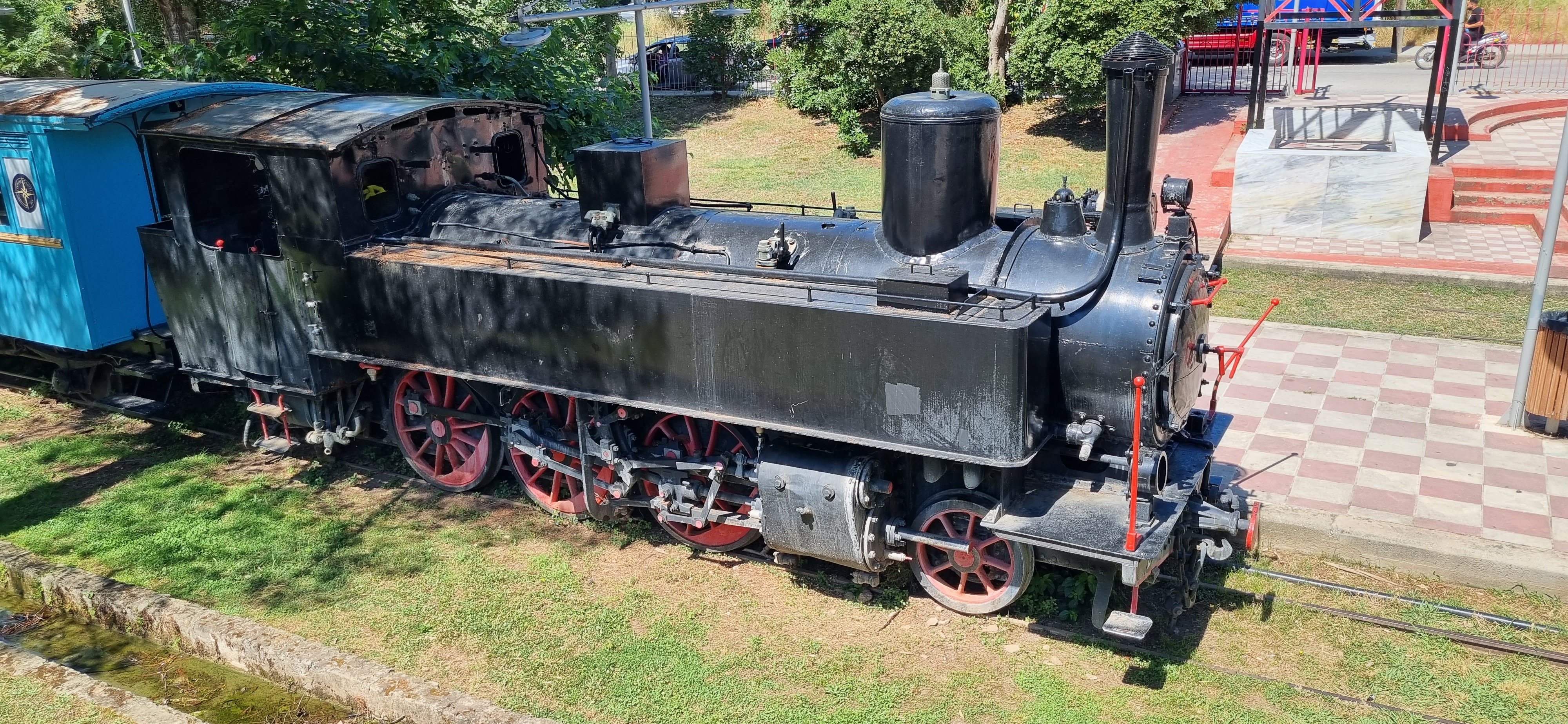
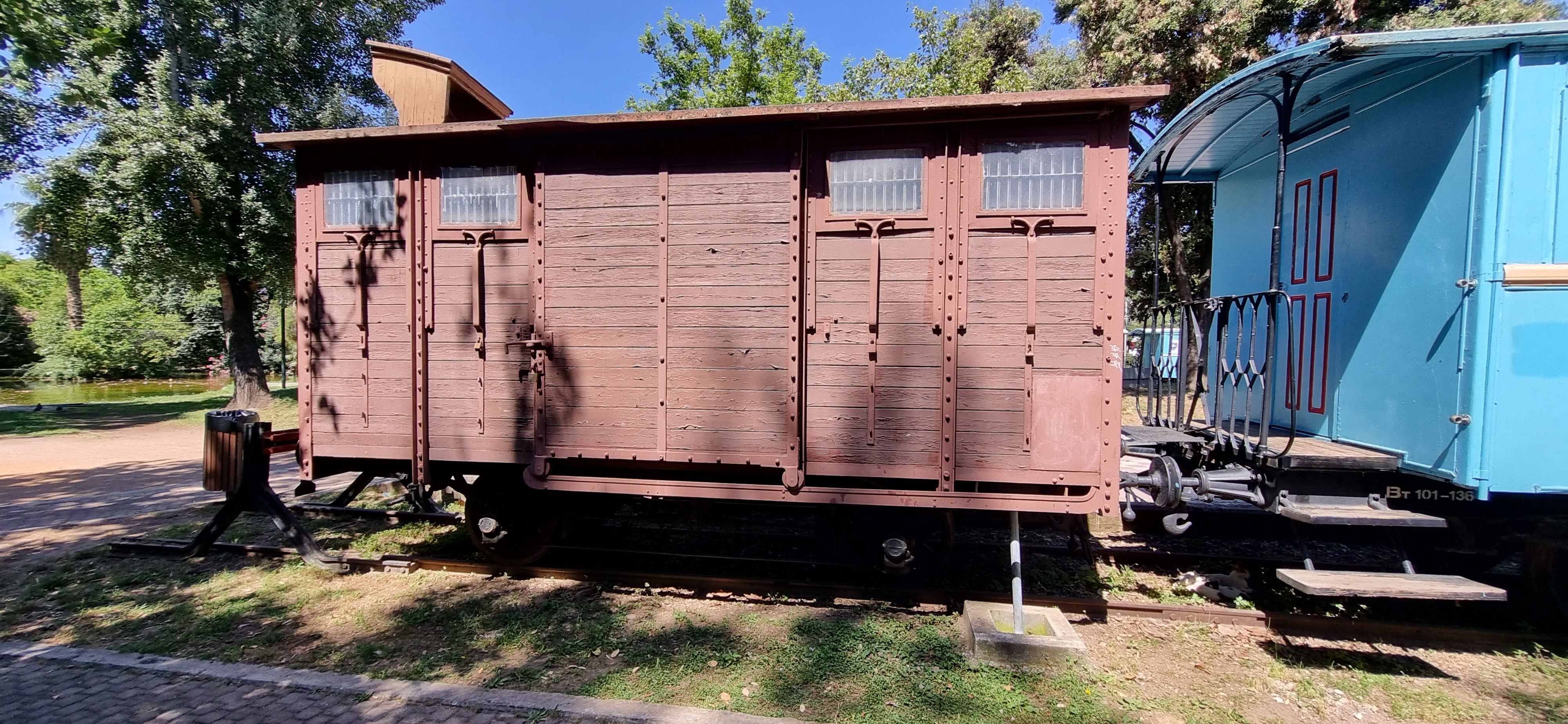
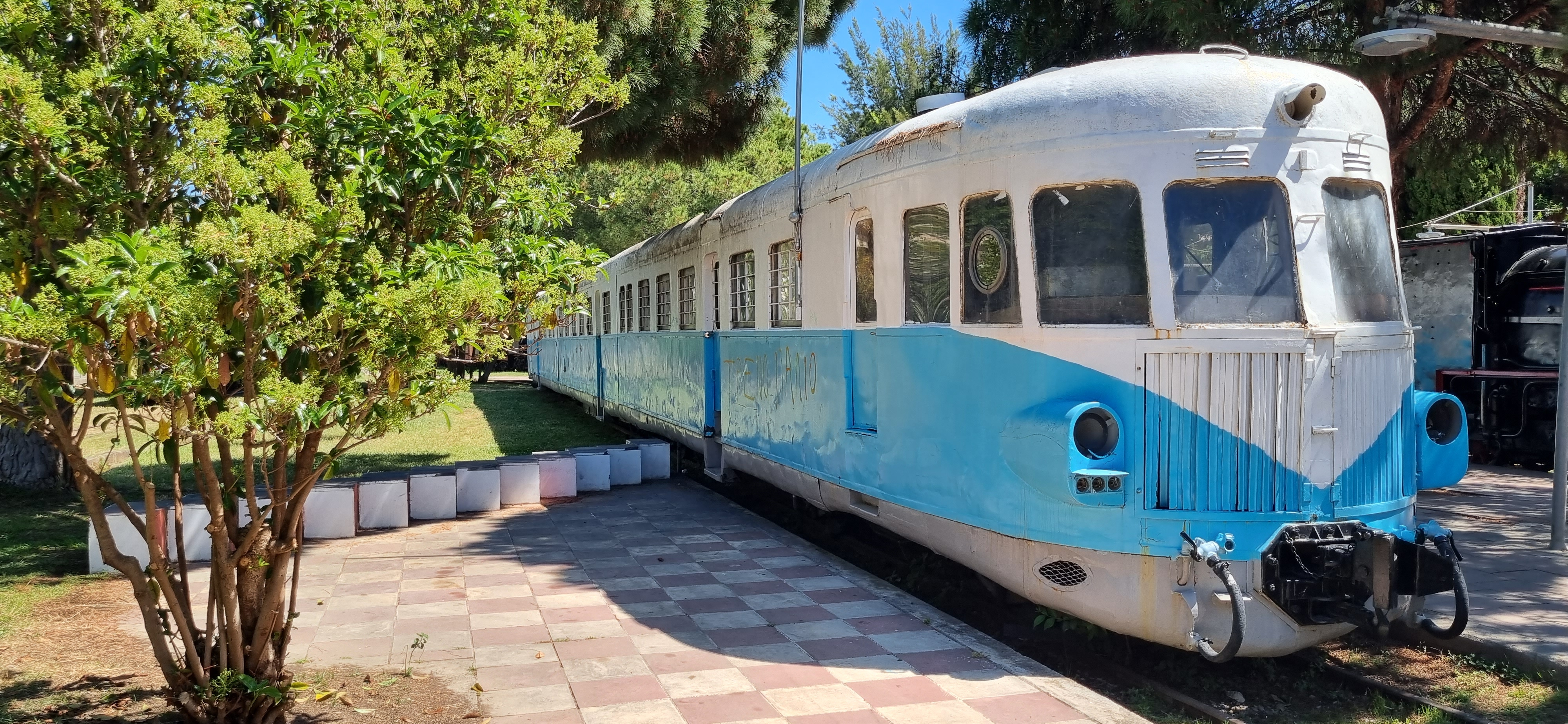
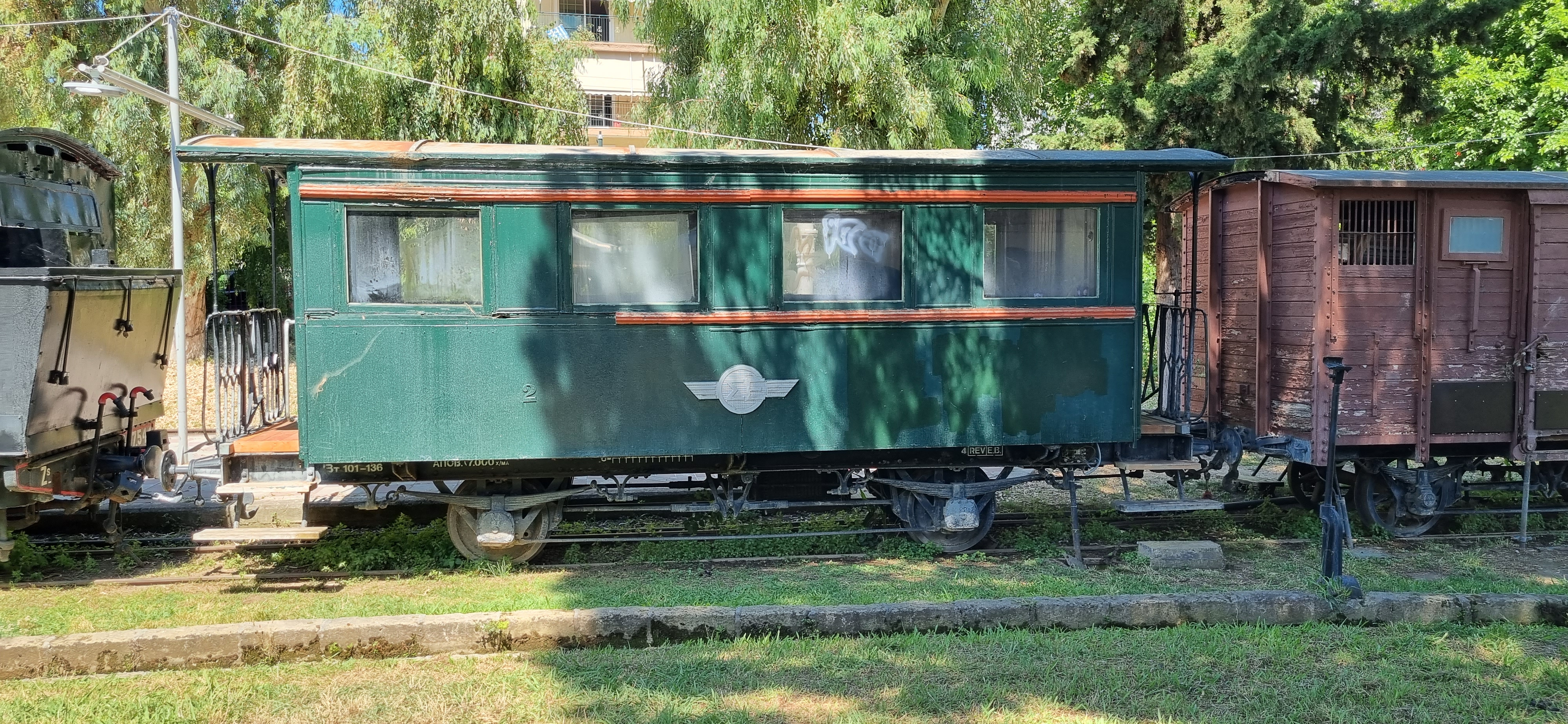
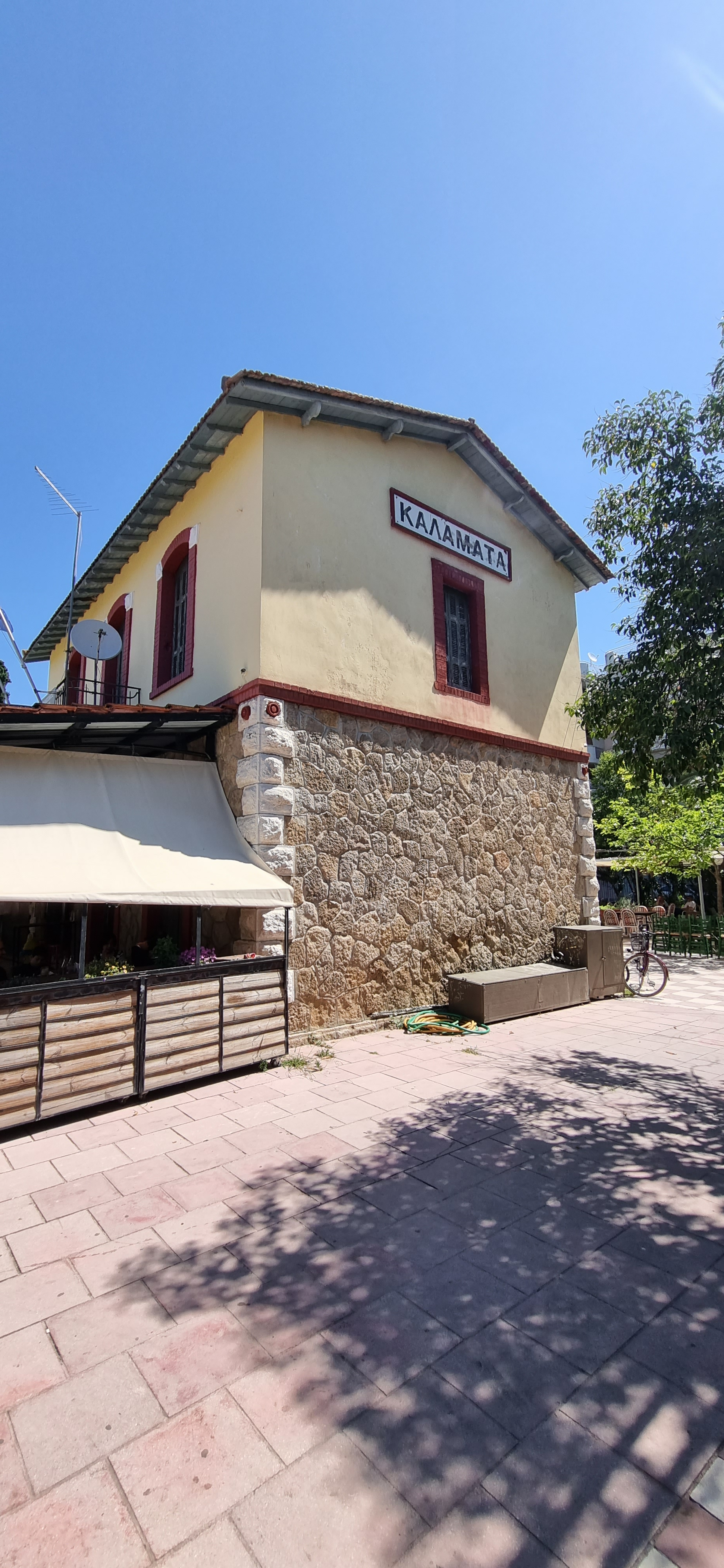
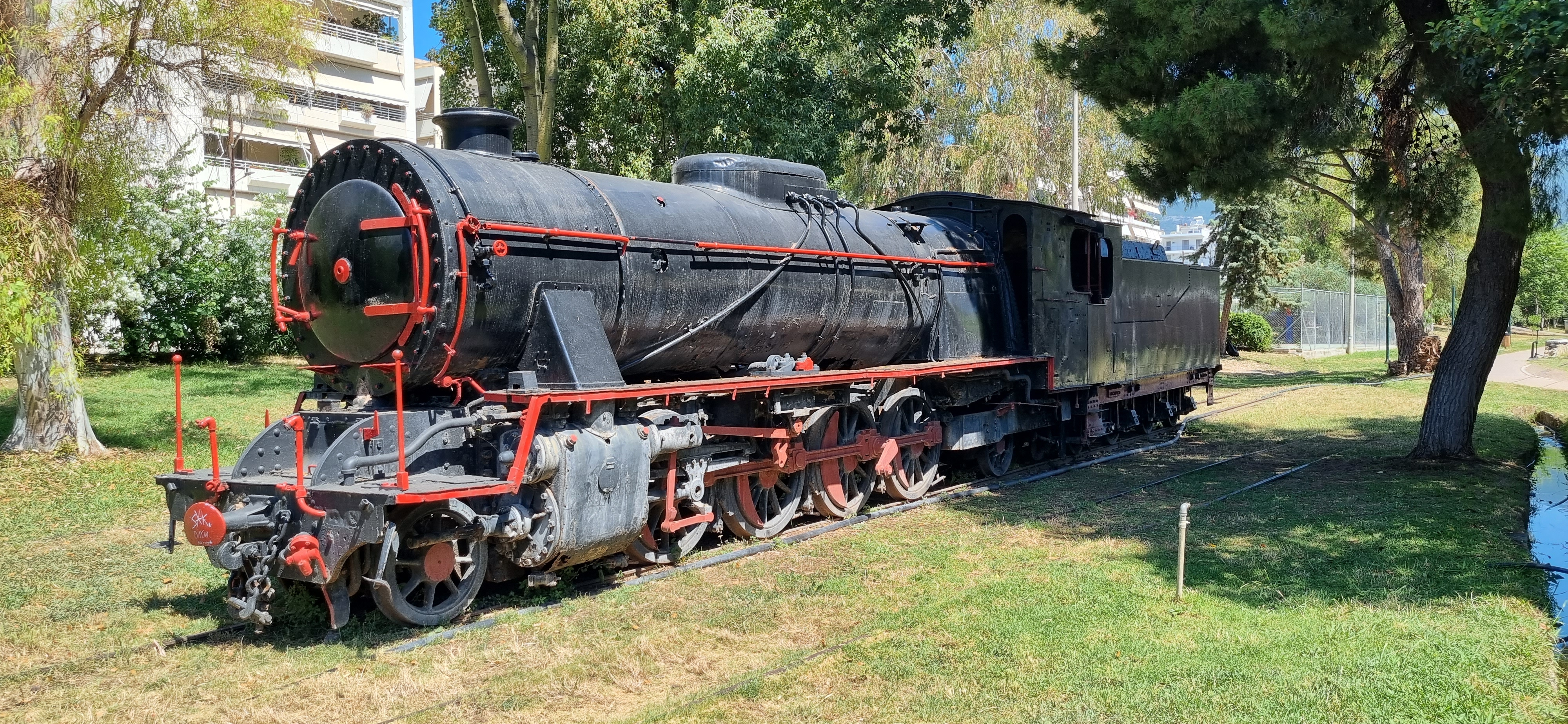